# Young Americans (film 1993)
Young Americans (The Young Americans) è un film del 1993 diretto da Danny Cannon.
Pellicola britannica con protagonista Harvey Keitel.

## Trama
John Harris è un ispettore americano a Londra, in trasferta per collaborare con la polizia britannica all'indagine sull'omicidio di alcuni malavitosi della "vecchia guardia" da parte di un gruppo di giovani criminali. Nella capitale inglese Harris ritrova un trafficante di droga a cui aveva dato la caccia; un giovane incerto tra legge e crimine; un boss decaduto che, per paura e orgoglio, cambierà bandiera.